# Кофейный кризис в ГДР

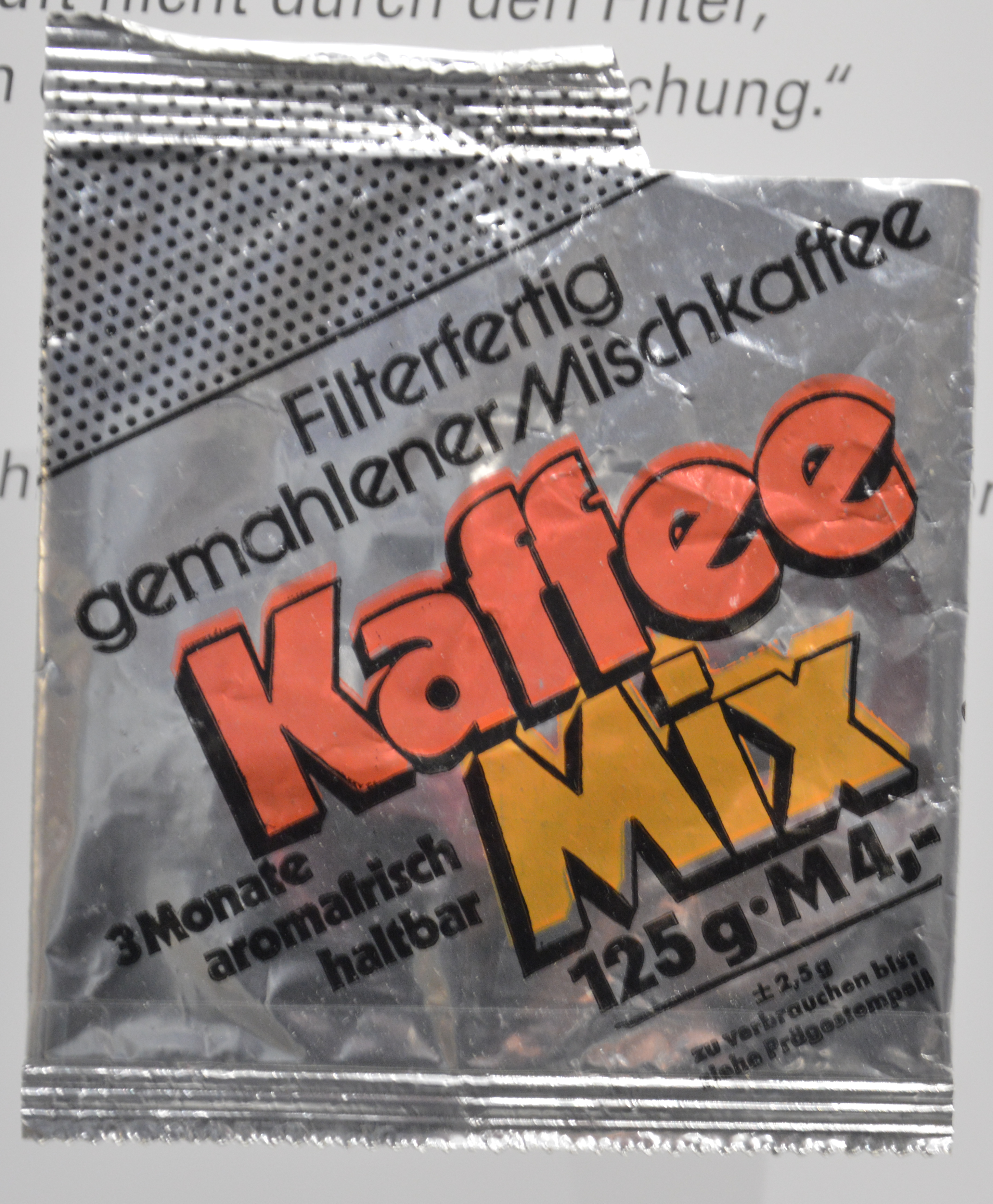
Кофейная смесь «Kaffee-Mix», выпускаемая для преодоления дефицита кофе

Кофейный кризис в Восточной Германии — нехватка кофе в конце 1970-х годов в Восточной Германии, вызванная неурожаем и нестабильными ценами на сырьё, что существенно ограничило возможности правительства по закупке кофе на мировых рынках. Как следствие, правительство Восточной Германии активизировало свою деятельность в Африке и Азии, экспортируя оружие и оборудование в страны-производители кофе.

## Положение дел
В 1977 г. Восточная Германия столкнулась с трудностями в удовлетворении внутреннего спроса на кофе — товар, который приходилось закупать за твердую валюту, дефицит которой ощущался в странах Восточного блока. Кофейный кризис косвенно привел к изменениям на мировом рынке кофе, повлиял на переориентацию внешней политики Восточной Германии, а также на введение режима экономии. В частности, восточногерманское правительство пошло на бартер со странами третьего мира, экспортируя оружие и грузовики в обмен на кофе и энергоносители.

## История вопроса
В советской оккупационной зоне, как и во всей Европе после Второй мировой войны, кофе был дефицитным товаром. Первый кофе, импортированный в Восточную Германию, поставлялся из Советского Союза. В 1954 г. импорт прекратился, что привело к дефициту и активизировало усилия по приобретению иностранной валюты, на которую можно было купить кофе. Начиная с 1957 года, жареный кофе выпускался под маркой Röstfein. К 1960-м годам Восточная Германия смогла обеспечить себя предметами первой необходимости, но предметы роскоши и экзотические товары оставались в дефиците, что привело к росту спроса на доступные предметы роскоши, такие как кондитерские изделия, табак, алкогольные напитки, а в 1970-х годах — на кофе (3,6 кг. в год на душу населения). К 1970-м годам кофе стал одной из важнейших статей бюджета восточногерманского домохозяйства, хотя подарки от друзей и родственников на Западе удовлетворяли около 20 % потребностей страны в кофе. В среднем жители Восточной Германии тратили на кофе 3,3 млрд. восточногерманских марок в год — сумму, сравнимую с расходами на мебель и вдвое превышающую расходы на обувь.

## Кофейный кризис 1977 года
Кофейный кризис начался в 1976 году — после неурожая в Бразилии цена на кофе резко возросла и вынудило правительство Восточной Германии потратить на кофе около 700 млн. западногерманских марок (примерно 300 млн долл. США, что сегодня эквивалентно 1,45 млрд долл.), что почти в пять раз превысило ожидаемые 150 млн марок в год. Руководство Социалистической единой партии ограничило импорт продовольствия и предметов роскоши в попытках аккумулирования валюты, необходимой для импорта нефтепродуктов. Всё это происходило на фоне энергетического кризиса 1970-х годов, поскольку последствия нефтяного шока 1973 года начали сказываться на Восточной Германии только в середине 1970-х годов.
Предложение о прекращении производства кофе, выдвинутое Александром Шальк-Голодковским, удалось избежать после того, как член ЦК Вернер Ламберц поддержал идею бартерной торговли со странами третьего мира, такими как Эфиопия и Мозамбик, и поставку вооружений в интересах этих стран. Самый дешевый сорт кофе «Коста» был снят с производства, и в продаже остались только более дорогие сорта и альтернативы, такие как «Kaffee-Mix», представляющий собой 50-процентную смесь настоящего и эрзац-кофе, отпускаемую сверх нормативов. Смесь «Kaffee-Mix» уничижительно называли «Erichs Krönung», ссылаясь на Эриха Хонеккера — лидера Восточной Германии, и западногерманскую марку кофе Jacobs Krönung. Правительство Восточной Германии предполагало, что большая часть населения будет получать кофе от западногерманских родственников (нем. Westpaket), но в итоге это увеличило спрос на ответный подарок — дрезднерский штоллен, что также вызвало трудности в экономике Восточной Германии, поскольку многие ингредиенты, такие как миндаль, изюм и цукаты, обеспечивались только за счёт импорта. Предложение Александра Шалька-Голодковского о запрете пересылки штоллена в качестве подарков не нашло понимания.
Жители Восточной Германии в подавляющем большинстве не приняли «кофейную смесь», восприняв дефицит кофе как посягательство на важнейшую потребительскую потребность, составляющую неотъемлемую часть повседневной жизни. Кофейная смесь также вывела из строя часть кофемашин, так как в её состав входили заменители, например гороховая мука, содержащая белки, которые разбухают под воздействием тепла и давления, забивая фильтры, что вызвало многочисленные жалобы и протесты. Несмотря на то что в 1978 г. цена на кофе на международных рынках снизилась и нормализовалась, проблемы с приобретением иностранной валюты у правительства Восточной Германии продолжались в 1980-е годы, дефицит которой всё больше подрывал имидж политического руководства страны. По оценкам, 20-25 % всего потребляемого в Восточной Германии кофе в 1975—1977 гг. поступало с Запада в посылках. Кофе приобрел ценность символа внутригерманского единства, намного превосходящую роль кофе как простого потребительского товара.

## Кофе в Западной Германии
В Западной Германии повышение цен на кофе в 1977 г. не привело к дефициту, но привело к переходу на более дешевые сорта кофе в нижнем ценовом сегменте. Такие кофейные бренды, как Tchibo, а позднее Eduscho, ввели практику перекрестных продаж, предлагая кофе в дополнение к непродовольственным товарам. Эти изменения можно также объяснить последствиями кофейного кризиса в Западной Германии.

## Влияние на производство кофе во Вьетнаме
Между Восточной Германией и Вьетнамом существовали тесные взаимоотношения. Производство кофе во Вьетнаме началось в 1926 г. во времена французского колониального господства. Начиная с 1975 г., во многом параллельно с кофейным кризисом в Восточной Германии, во Вьетнаме началось производство кофе сорта Робуста. Растения робусты растут быстрее, содержат больше кофеина, подходят для климата Центрального плато Вьетнама и лучше поддаются механизированной уборке. Однако кофе робуста дешевле и более горькое, чем арабика.
В 1980 и 1986 годах между Восточной Германией и Вьетнамом были подписаны два договора, согласно которым Восточная Германия предоставляла необходимое оборудование и технику для производства, увеличивала площадь кофейных плантаций с 600 до 8600 га. и обучала местное население технологиям выращивания. В частности, Восточная Германия предоставила грузовики, технику и ирригационные системы для вновь созданного Комбината Việt-Đức, а также потратила около 20 млн долл. на строительство гидроэлектростанции. Восточная Германия также построила жилье, больницы и магазины для 10 тыс. человек, переселенных в район производства кофе. В счет этих инвестиций Восточная Германия должна была получать половину урожая кофе в течение следующих 20 лет. Однако с момента посадки до получения первого пригодного к употреблению урожая кофе проходит восемь лет, что и произошло в 1990 году — к этому моменту восточногерманское государство уже прекратило свое существование.
Несмотря на потерю своего якорного покупателя, Вьетнам смог быстро набрать вес в качестве второго по величине производителя кофе в мире после Бразилии, вытеснив с рынка большую часть традиционного производства кофе в Африке. Экспортному производству особенно способствовало восстановление торговых отношений между США и Вьетнамом. Перепроизводство привело к обвалу мировых цен на кофе в 2001 году. В 2016 году крупнейшим экспортным направлением для вьетнамского кофе остается Германия.